# Милтон (Вермонт)
Милтон (енгл. Milton) насељено је место без административног статуса у америчкој савезној држави Вермонт.

## Демографија
По попису из 2010. године број становника је 1.861, што је 324 (21,1%) становника више него 2000. године.
| Група             | 2000.         | 2010.         |
| Белци             | 1.493 (97,1%) | 1.799 (96,7%) |
| Афроамериканци    | 5 (0,3%)      | 24 (1,3%)     |
| Азијати           | 11 (0,7%)     | 2 (0,1%)      |
| Хиспаноамериканци | 9 (0,6%)      | 13 (0,7%)     |
| Укупно            | 1.537         | 1.861         |